# Vojvodstvo Kldekari
Vojvodstvo Kldekari je bilo vojvodstvo (gruz. saeristavo) u srednjovjekovnoj Gruziji. S vladajućom dinastijom Bagvaši, vojvodstvo je postojalo od 876. do 1103. godine u južnoj provinciji Kvemo Kartli (Donja Kartlija), i unatoč maloj površini, stvaralo je probleme kraljevima Bagrationi dinastije, koji su težili ujediniti sve gruzijske zemlje u jednu državu.

## Povijest
Vojvodstvo je 876. godine osnovao Liparit I. iz dinastije Bagvaši, koju su bili protjerali abhaski kraljevi iz Argvetije u Gornjoj Imeretiji. Liparit je našao utočište u provinciji Trialeti gdje mu je iberski vladar (kouropalates) David I. (876. – 881.) omogućio podizanje snažne utvrde pod nazivom Kldekari (doslovno - stjenovita vrata) da kontrolira cestu koja prolazi kroz litice i povezuje regije istočne Gruzije s južnim susjednim zemljama i Bizantom. Nakon što je zauzeto ovo ključno mjesto, obitelj Baghvaši koristi svoj položaj da osporava granice sa susjednom kneževinama.
Suparništvo između Baghvašija i doma Bagrationi izbija odmah nakon stvaranja jedinstvenog gruzijskog kraljevstva pod Bagratom III. Potonji nadvladava i 989. godine prisiljava vojvodu Kldekarija Ratija I. da abdicira u korist svog sina, Liparita II. Njegov potomak, Liparit IV., postao je namjesnik za vladavine mladog gruzijskog kralja Bagrata IV. u ranim 1030.-im. Nakon toga, odnosi između njih dvojice pogoršavaju se i dolazi do oružanog sukoba. Uz vojnu potporu Bizanta, Liparit je porazio Bagrata u bitci kod Sasiretija (1042.), te je postao praktički vladar Gruzije, ali je na kraju bbili istjerali njegovi podanici 1059. godine. Njegovom sinu i nasljedniku, Ivanu, gruzijska kruna dopustila je naslijediti Liparita IV. kao vojvoda.
Godine 1074., Ivan se pobunio protiv kralja Đure II. i pokušao dobiti potporu Seldžuka. Međutim, Seldžuci su izvršili invaziju, okupirali vojvodstvo i zarobili kneževu obitelj. Novi kralj, David IV., možda i najuspješniji gruzijski kralj u povijesti, prisilio je Bagvašije na predaju 1093. godine i suzbio njihove naknadne pokušaje pobune. Godiine 1103., nakon smrti posljednjeg vojvode Kldekara Rate III., David ukida vojvodstvo i uključuje ga izravno u kraljevu domenu. 

## Vladari
- Liparit I. (876.–?)
- Liparit II. (940. – 960.)
- Rati I. (960. – 988.)
- Liparit III. (988. – 1005.)
- Rati II. (1005. – 1021.)
- Liparit IV. (1021. – 1059.)
- Ivan I.(1059. – 1080.)
- Liparit V. (1080. – 1095.)
- Rati III. (1095. – 1103.)
- Vakhtang (do 1178.)
- Apridon (1178. – 1184.)

## Vanjske poveznice
- Arhivirana inačica izvorne stranice od 27. rujna 2007. (Wayback Machine) Saeristavo of Kldekari (na gruzijskom jeziku)